# Péter Erdő
Péter Erdő (Boedapest, 25 juni 1952) is een Hongaars geestelijke en een kardinaal van de Rooms-Katholieke Kerk.
Erdő werd op 18 juni 1975 priester gewijd. Op 5 november 1999 werd hij benoemd tot hulpbisschop van Székesfehérvár en tot titulair bisschop van Puppi; zijn bisschopswijding vond plaats op 6 januari 2000. Op 7 december 2002 volgde zijn benoeming tot aartsbisschop van Esztergom-Boedapest.
Erdő werd tijdens het consistorie van 21 oktober 2003 kardinaal gecreëerd. Hij kreeg de rang van kardinaal-priester. Zijn titelkerk werd de Santa Balbina. Hij werd hierdoor op dat moment het jongste lid van het college van Kardinalen; als zodanig werd hij op 20 november 2010 opgevolgd door de aartsbisschop van München-Freising, Reinhard Marx. 
Erdő was van 2006 tot 2016 president van de Raad van Europese Bisschoppenconferenties.
In 2023 werd de Santa Balbina gesloten vanwege de slechte bouwkundige staat van de kerk. Aan Erdő werd op 29 maart 2023 de Santa Maria Nuova toegewezen als titelkerk.
Erdő staat bekend om zijn zeer conservatieve opvattingen.
- Bibsys: 2070051
- Bibliothèque nationale de France: cb161528644 (data)
- Gemeinsame Normdatei: 121037614
- International Standard Name Identifier: 0000 0001 2145 9572
- Library of Congress Control Number: n90613004
- Nationale Bibliotheek van Tsjechië: kup20030000117897
- Nationale Bibliotheek van Israël: 987012399075805171
- Nationale Bibliotheek van Polen: a0000002030264
- Nederlandse Thesaurus van Auteursnamen: 089206142
- Istituto Centrale per il Catalogo Unico: CFIV122715
- Système universitaire de documentation: 060966319
- Virtual International Authority File: 102413099
- WorldCat: E39PBJktrrYKWbwPXwrPF8Kcfq

1. ↑  9 News Australia, Possible candidates to become Pope have already been discussed | 9 News Australia (21 april 2025). Geraadpleegd op 22 april 2025.